# Mertz-Gletscher
Der Mertz-Gletscher ist ein in den Ozean ragender Gletscher auf dem antarktischen Kontinent. Er liegt in dem von Australien beanspruchten Georg-V.-Land und mündet in die D’Urville-See. Im Februar 2010 wurde er in einer seltenen „Jahrhundertkollision“ durch einen gigantischen Eisberg gerammt und brach in zwei Teile.

## Namensgebung

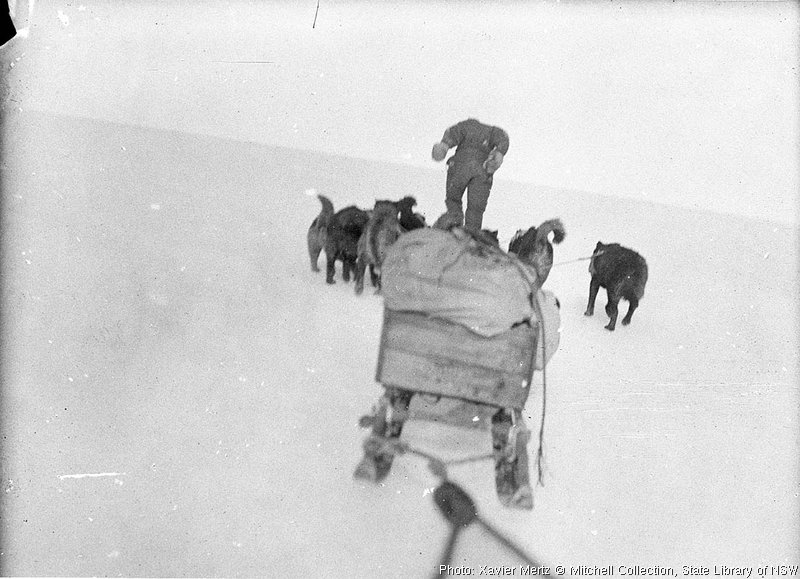
Mertz hielt die Expedition im Dezember 1912 fotografisch fest

Im Dezember 1911 begann die Australasiatische Antarktisexpedition unter Führung des australischen Geologen Douglas Mawson. Ziel der Expedition war zunächst die Kartographierung des etwa 2000 Kilometer langen, dem australischen Kontinent zugewandten Küstenstreifens. Ferner diente die Expedition der Erkundung und Erforschung bisher unbekannten Terrains, auch der erste in der Antarktis gefundene Meteorit Adelie Land entstammt dieser Expedition. Informationen über Adelie Land (Memento vom 28. September 2007 im Internet Archive)
Im November 1912 begannen drei Polarforscher – der Australier Mawson, der Schweizer Xavier Mertz und der Brite Belgrave Ninnis – eine mehrwöchige Erkundung des King George V Land mittels Hundeschlitten. Am 14. Dezember 1912 stürzte Ninnis in eine Gletscherspalte und mit ihm sechs Hunde sowie der größte Teil der Verpflegung. Mawson und Mertz brachen daraufhin die Erkundung ab und versuchten, in das über 500 Kilometer weit entfernte Basislager zurückzukehren. Den ersten Gletscher, den sie auf der Rückfahrt überquerten, nannten sie Ninnis-Gletscher. Da die beiden Forscher keine Lebensmittel mehr zur Verfügung hatten, mussten sie auf ihrem Rückweg schrittweise nacheinander die Schlittenhunde schlachten und essen, um zu überleben. Mertz klagte ab 1. Januar 1913 über Bauchschmerzen und konnte den Weg aus eigener Kraft nicht mehr fortsetzen. Mawson musste ihn fortan mit dem Schlitten transportieren. Mertz fiel 150 Kilometer vor dem Basislager ins Delirium und starb am 7. Januar 1913. Den nächsten überquerten Gletscher benannte Mawson nach dem verstorbenen Mertz. Mawson selbst erreichte das Basislager am 8. Februar 1913.
Zunächst glaubte man an eine Vitamin-A-Vergiftung (Hypervitaminose A) bei Mertz, die durch den Verzehr der Hundeleber hervorgerufen worden sei. Nach neueren Untersuchungen nimmt man aber heute an, dass der bis dahin streng als Vegetarier lebende und in der Notsituation unter heftigem psychischem Stress stehende Forscher die Umstellung auf nunmehr komplett fleischliche Nahrung nicht vertragen konnte.

## Glaziologie

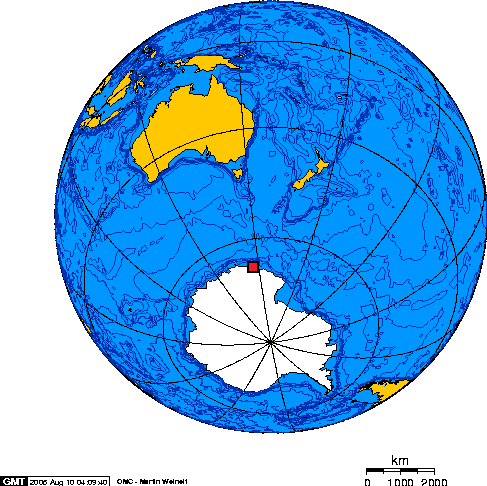
Lage des Gletschers

Gletscher sind riesige Eismassen, die sich auf Land oder Schnee befinden und sich aufgrund der Hangneigung, der Struktur des Eises, der Temperatur und der aus der Masse des Eises hervorgehenden Schubspannung eigenständig bewegen. Im Wasser treibende Eismassen sind keine Gletscher, sondern Eisberge. Gletscher bestehen – ebenso wie Eisberge – aus Süßwasser.
Der Mertz-Gletscher befindet sich in der östlichen Antarktis, im Quadranten C. Er ist rund 3100 Kilometer von der australischen Festlandküste und rund 2500 Kilometer von Neuseeland entfernt. Die Ausdehnung des Mertz-Gletschers lag bei etwa 160 Kilometern Länge in Nord-Süd-Richtung und bei etwa 35 bis 40 Kilometern Breite in Ost-West-Richtung. Mehr als seine Hälfte ragte als halbinselartige Zunge ins offene Meer hinein. Die Höhe des Gletschers beträgt rund 400 Meter; er fließt mit einer Geschwindigkeit von einem Kilometer pro Jahr ins Meer und transportiert dabei jährlich zehn bis zwölf Milliarden Tonnen Eis in den Ozean. Die Gletscherzunge brauchte rund 70 Jahre, um sich zu ihrer Größe zu bilden. Vor 20 Jahren war ein etwa 25 Kilometer langer Querriss entdeckt worden. Diese Gletscherspalte war rund 50 bis 100 Meter breit. Eine zweite Gletscherspalte entstand 2002. Durch diese beiden Risse war der in den Ozean ragende Teil des Gletschers ohnehin schon gelockert; beide Risse hatten sich kürzlich nahezu verbunden.

## Kollision

Satellitenfoto-Animation

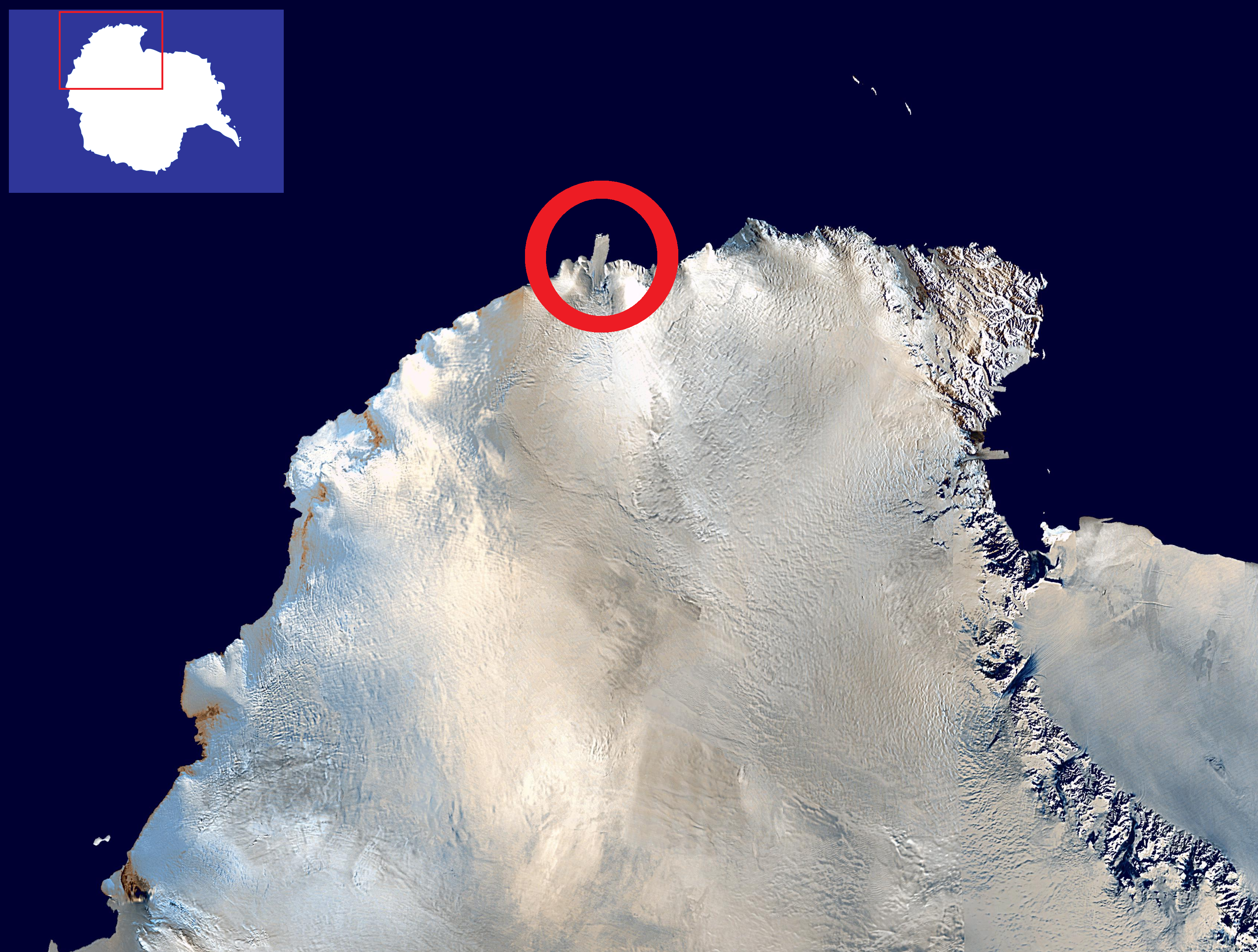
Lage auf dem Kontinent

### Kollision
Einer der größten Eisberge der Antarktis, der rund 95 Kilometer lange B-9B, war schon 1987 vom Ross-Schelfeis abgebrochen und saß seit 1992 rund 100 Kilometer östlich des Mertz-Gletschers auf Grund fest. Nachdem er sich im Februar 2010 löste, trieb er auf den Gletscher zu. Am 12. oder 13. Februar 2010 rammte der Eisberg dann die ins Meer ragende Gletscherzunge. Der Gletscher brach daraufhin in zwei große Teile auseinander. Der feste Teil liegt nach wie vor auf dem Land, während der abgebrochene Teil des Gletschers mit rund 78 Kilometer Länge und rund 39 Kilometer Breite nun einen neuen Eisberg bildet. Er weist mit 2500 Quadratkilometern die Größe Luxemburgs auf und wiegt rund 700 Milliarden Tonnen. Sowohl der ältere Eisberg B-9B als auch der jüngst entstandene Eisberg treiben nun etwa 100 bis 150 Kilometer voneinander entfernt vor der antarktischen Küste. Derartige Kollisionen geschehen sehr selten, sie kommen nur etwa alle 50 bis 100 Jahre vor. Daher wird die Eiskarambolage auch als „Jahrhundertkollision“ bezeichnet.

### Name
Anfangs wurde der neue Eisberg von australischen Antarktisforschern inoffiziell als Mertz-Eisberg bezeichnet. Er erhielt dann aber den Namen C-28. Die Namen vergibt das National Ice Center in Maryland, USA seit 1976 für Eisberge, die größer als zehn nautische Meilen, also rund 19 Kilometer, sind und sich in einer bestimmten Nähe zur Antarktis bewegen. Der Buchstabe C richtet sich nach einem der vier Quadranten, in die die Antarktis eingeteilt ist und aus dem der Eisberg stammt. Der C-28 ist der 28. Eisberg, der seit 1976 im Quadranten C entstanden ist.

### Auswirkungen
Wären die beiden riesigen Eisberge nach Norden in Richtung Australien abgezogen, wäre ihr Einfluss gering. Die beiden Eiskolosse sind jedoch in der Nähe der Antarktis geblieben und in eine bislang eisfreie Zone getrieben. Diese eisfreien Zonen sind wesentlich an der Bildung sehr kalten und salzhaltigen Wassers beteiligt, das aufgrund seiner Dichte und Schwere in die Tiefe absinkt. Dadurch entsteht eine Umwälzung gigantischer Wassermassen. Diese wiederum beeinflusst Weltklima und Wetter, indem die Antarktis die Wassertemperatur reguliert und die Ozeane mit kaltem, sauerstoffhaltigem Wasser versorgt. Etwa 20 bis 25 Prozent dieses kalten antarktischen Tiefenwassers entstehen in der Region um den Mertz-Gletscher und werden von dort durch die Strömungen weitertransportiert. Eine Störung des bisherigen natürlichen Ablaufs aufgrund einer Blockade der eisfreien Zone durch den Mertz-Eisberg könnte dazu führen, dass weniger kaltes Wasser in den globalen Umlauf gelangte. Die globalen Meeresströmungen würden sich verlangsamen. Dies habe nach Auffassung einiger Glaziologen und Klimawissenschaftler zwei wesentliche Folgen: Zum ersten könne es im Nordatlantik wärmere Winter geben, was wiederum Folgen für die nördlichen Kontinente habe. Zum zweiten könne der Sauerstoffgehalt in den tieferen Strömungen der Weltmeere abnehmen oder verloren gehen, was zum Absterben des Lebens in diesen Regionen führe. Andere Klimawissenschaftler hingegen
halten die Kollision für einen natürlichen Prozess, der keine bedeutenden klimatischen Auswirkungen auf die nördliche Hemisphäre habe.